# Platz der Deutschen Einheit (Kassel)

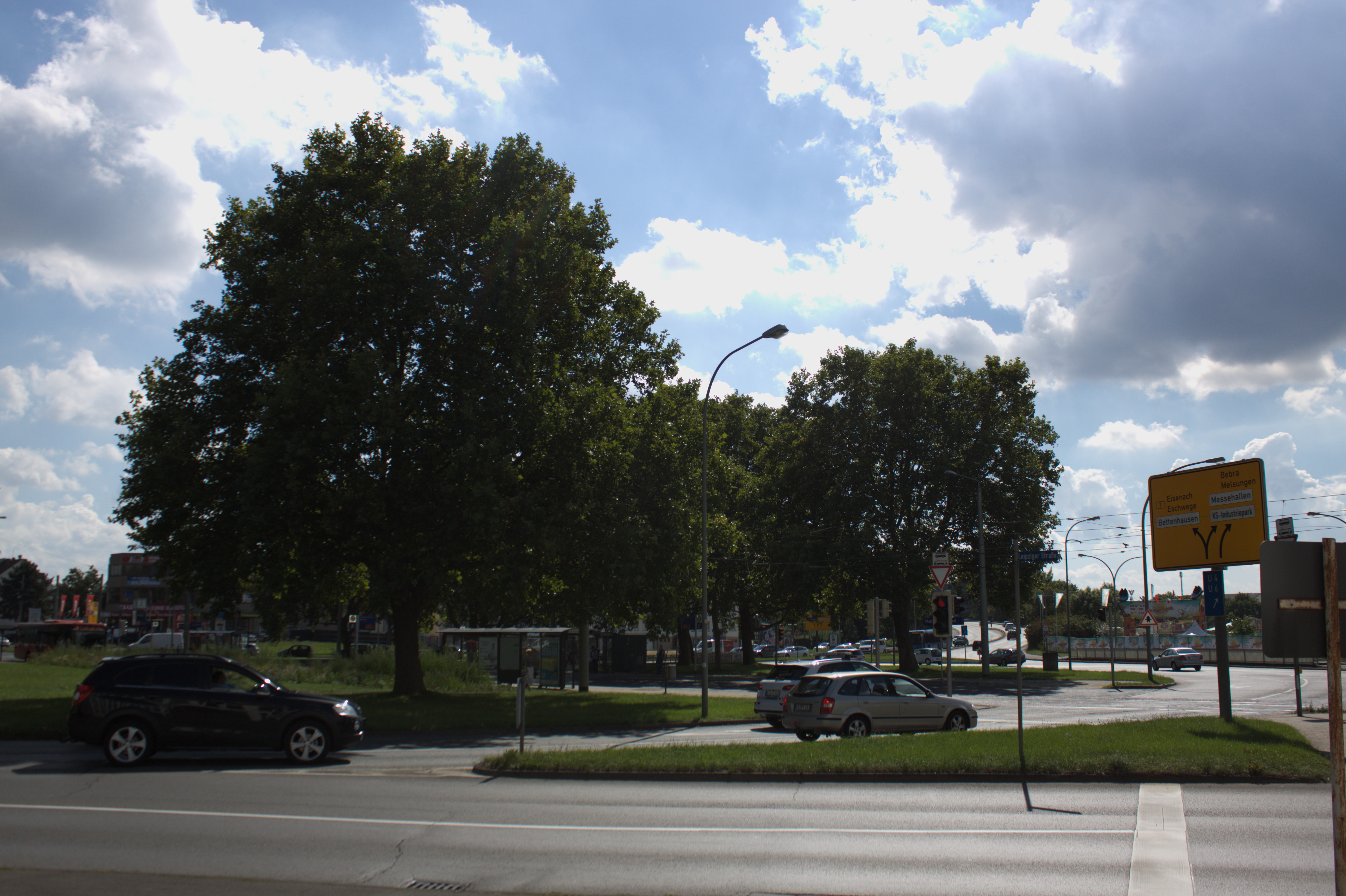

Der Platz der Deutschen Einheit ist ein großer Kreisverkehr im östlichen Teil von Kassel. Er verbindet die Stadtteile Unterneustadt und Bettenhausen. Im Volksmund wird er oft als „Kreisel“ oder „Großer Kreisel“ bezeichnet. Es leitet den Verkehr zu der A7, aber auch zu den B7 und B83 und ist damit ein zentraler Verkehrsknotenpunkt in Kassel.

## Geschichte
Die Planung zu dem Verkehrsknotenpunkt geht auf das Jahr 1955 zurück. Der Baubeginn war dann im September 1957 und die festliche Einweihung erfolgte am 1. Juli 1958. Es war damals der erste Kreisverkehr in Hessen.
Inmitten des Kreisverkehrs befindet sich ein begrünter Platz mit Straßenbahnverkehr und später auch für den Busverkehr. Für die Fußgänger wurden Unterführungen eingerichtet, damit diese die Haltestellen erreichen können. Heute gibt es auch einen Fußgängerübergang mit Ampelanlage. Seinen Namen bekam der Platz aufgrund eines Erlasses des Hessischen Minister des Inneren Heinrich Schneider vom 15. Dezember 1956. Der Kasseler Oberbürgermeister Lauritz Lauritzen sagte bei der Eröffnung:

„Damit alle Menschen in der Bundesrepublik immer wieder auf das dringliche Problem der Wiedervereinigung hingewiesen würden, soll der Kreisel diese Bezeichnung (Anm: Platz der Deutschen Einheit) erhalten. Denn über diese Betonschlinge führe der Verkehr von Ost nach West, von West nach Ost.“

Am 17. Juni 1959 enthüllte Lauritzens Nachfolger als Oberbürgermeister Karl Branner einen Gedenkstein mit dem Schriftzug „Platz der Deutschen Einheit“. Der Gedenkstein befindet sich bis heute an der Einmündung Leipziger Straße in Richtung stadtauswärts. Vier Jahre später wurde dann durch Branner ein weiterer Stein enthüllt mit dem Berliner Bären und der Inschrift „Berlin 362 km“. Er sagte dazu, dass der Stein „kein Gedenkstein, sondern ein Wegweiser sein“ soll. Es ist ein Kilometerstein, sogenannte Berliner Meilensteine wie er damals vielerorts aufgestellt wurde und dient zur Mahnung und Erinnerung an die Teilung Deutschlands.

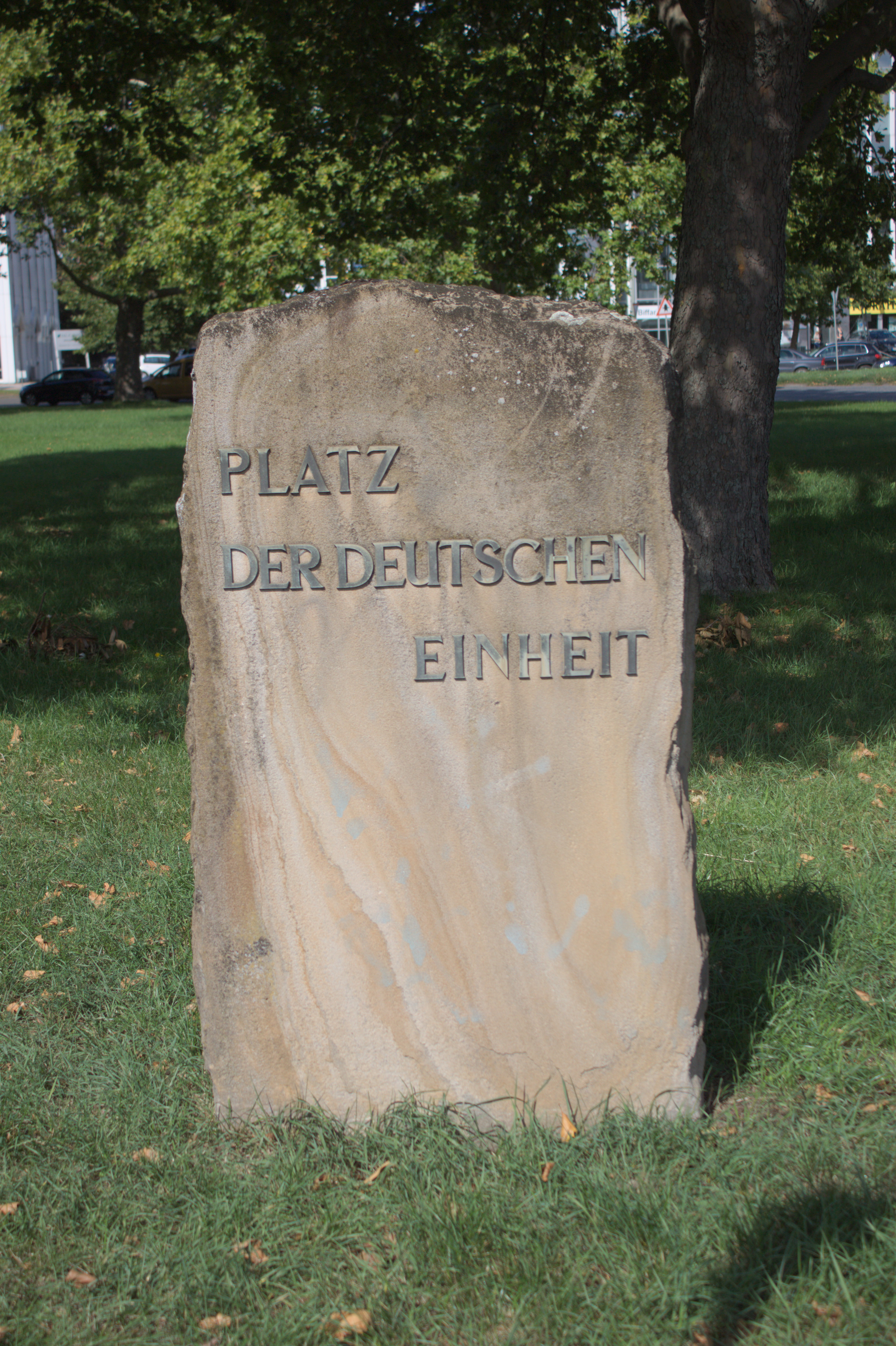
Gedenkstein
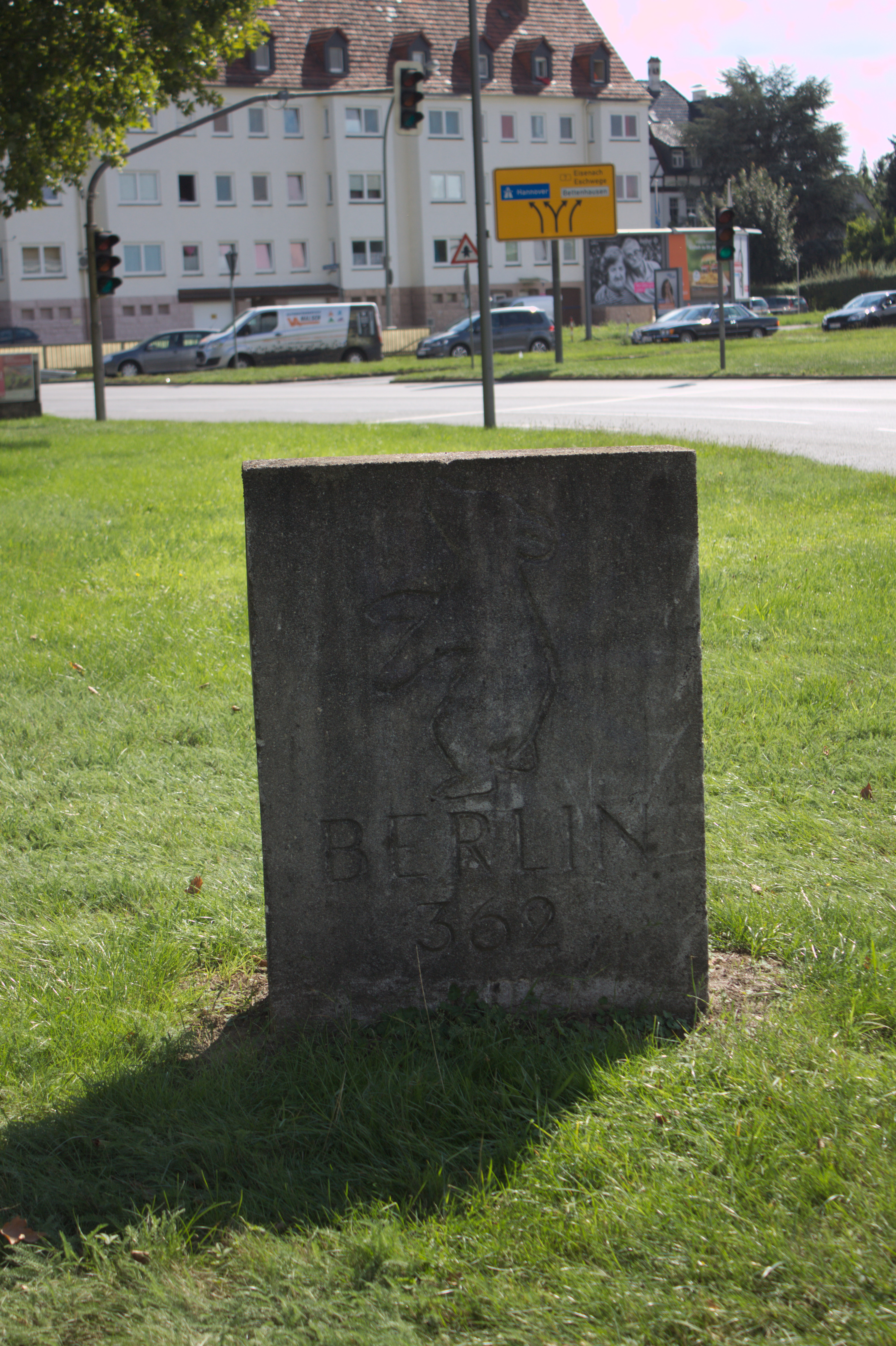
Berliner Meilenstein

Mit zunehmender Verkehrsdichte entwickelte sich der „Kreisel“ ab den 1960er Jahren immer mehr zu Unfallschwerpunkt. Deshalb ist, bis heute, immer mal wieder der Bau einer Brücke im Gespräch. Ab 1972 wurde der Kreisverkehr, aus Gründen der Verkehrssicherheit und des Verkehrsdurchsatzes, mit Ampelanlagen ausgestattet. Aus Anlass der Bundesgartenschau 1981 in Kassel wurde die Rechtsabbiegerspur von der Innenstadt Richtung Waldau verbreitert.